# Oxnö och Svärdsö
Oxnö och Svärdsö – miejscowość (tätort) w Szwecji, w regionie administracyjnym (län) Sztokholm, w gminie Nynäshamn.
Według danych Szwedzkiego Urzędu Statystycznego liczba ludności wyniosła: 293 (31 grudnia 2015), 315 (31 grudnia 2018) i 325 (31 grudnia 2019).